# ピオレ明石
ピオレ明石（ピオレあかし）は、兵庫県明石市にある西日本旅客鉄道（JR西日本）のJR明石駅と山陽電鉄の山陽明石駅に存在する駅前商業施設。東館・西館・南館の3館からなり、主に食品・衣料品等を扱う店舗が入る。

## 沿革

### 前身
- 1964年（昭和39年）：「明石ステーションデパート」開業。
- 1996年（平成8年）12月1日：改装に伴い「ステーションプラザ明石」に名称変更[3][4]。
- 2004年（平成16年）12月10日：南館を開業[5]。

### ピオレ明石
- 2016年（平成28年）
  - 1月29日 - 東館を開業[6]。
  - 2月26日 - 西館を開業[6][7]。
- 2020年（令和2年）3月17日 - 西館内に観光案内所を設置[8]。

## 店舗

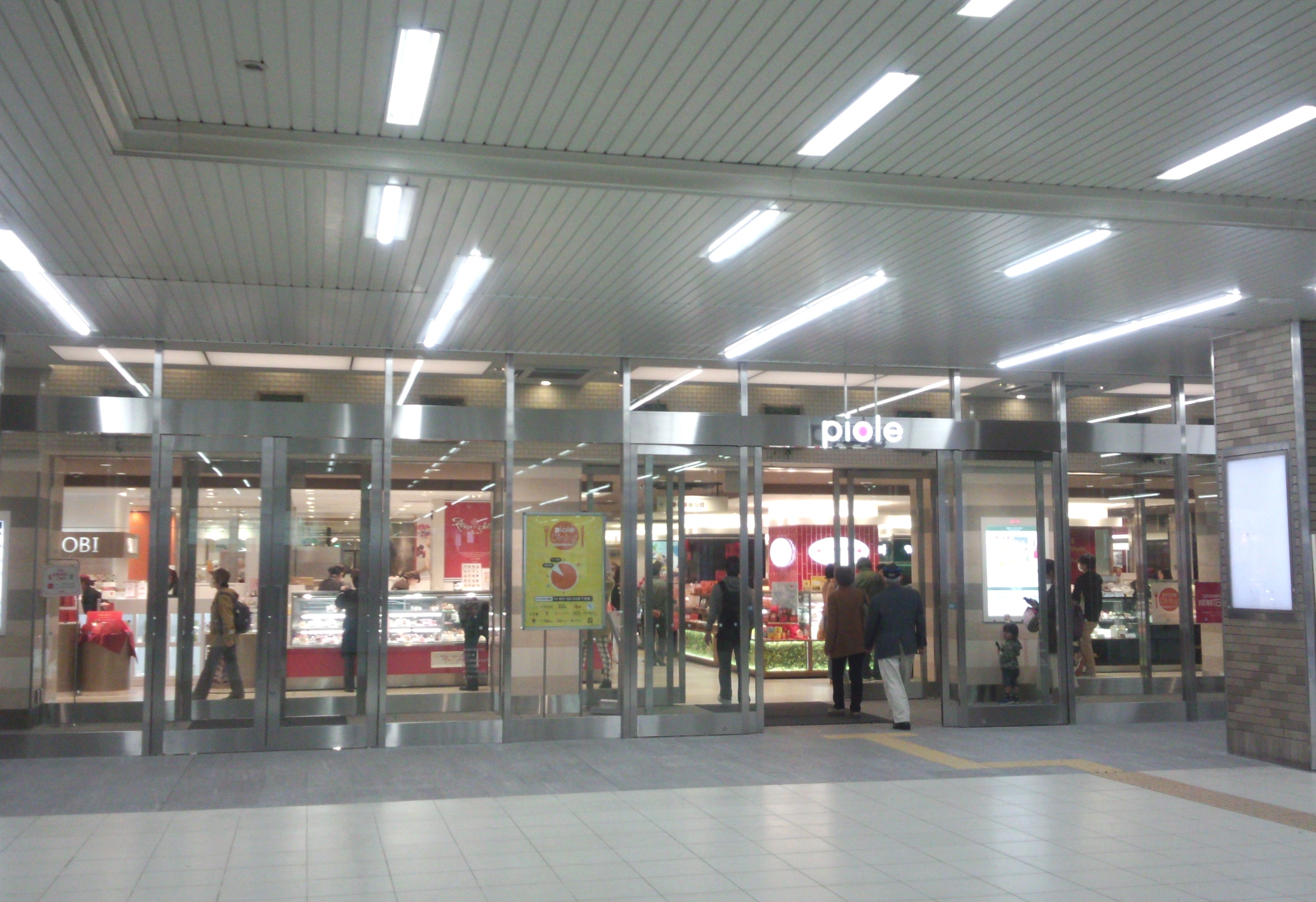
ピオレ明石東館

### 東館
主に食品を扱う店舗が入る。

### 西館
主に衣料品や化粧品を扱う店舗が入る。

### 南館
スーパーマーケット・パントリー(大近)